# Giebnia
Giebnia – wieś w Polsce, położona w województwie kujawsko-pomorskim, w powiecie inowrocławskim, w gminie Pakość.

## Podział administracyjny
W latach 1975–1998 miejscowość administracyjnie należała do województwa bydgoskiego.

## Demografia
Według Narodowego Spisu Powszechnego (III 2011 r.) wieś liczyła 68 mieszkańców. Jest czternastą co do wielkości miejscowością gminy Pakość.

## Zabytki
Według rejestru zabytków NID na listę zabytków wpisany jest zespół dworski z XIX/XX w., nr rej.: 114/A z 26.04.1984:
- dwór, koniec XIX w.
- park, koniec XIX w.
- budynki gospodarcze, początek XX w.

## Usługi logistyczne
We wsi znajduje się centrum logistyczne sieci supermarketów Polomarket.